# Kabal (Farkaševac)
 Kabal  falu Horvátországban Zágráb megyében. Közigazgatásilag Farkaševachoz tartozik.

## Fekvése
Zágrábtól 50 km-re keletre, Belovártól 17 km-re délnyugatra, községközpontjától 2 km-re délre a megye keleti részén fekszik.

## Története
A településnek 1857-ben 196, 1910-ben 351 lakosa volt. Trianonig Belovár-Kőrös vármegye Belovári járásához tartozott. 1993-ig közigazgatásilag Vrbovec község része volt, ekkor az újonnan alakított Farkaševac községhez csatolták. 2001-ben a falunak 172  lakosa volt.
A település közelében húzódik az úgynevezett kabali vadászterület, közepén a "Fountain" vadászházzal.

## Lakosság
| Lakosság változása | Lakosság változása | Lakosság változása | Lakosság változása | Lakosság változása | Lakosság változása | Lakosság változása | Lakosság változása | Lakosság változása | Lakosság változása | Lakosság változása | Lakosság változása | Lakosság változása | Lakosság változása | Lakosság változása |  |
| ------------------ | ------------------ | ------------------ | ------------------ | ------------------ | ------------------ | ------------------ | ------------------ | ------------------ | ------------------ | ------------------ | ------------------ | ------------------ | ------------------ | ------------------ |  |
| 1857               | 1869               | 1880               | 1890               | 1900               | 1910               | 1921               | 1931               | 1948               | 1953               | 1961               | 1971               | 1981               | 1991               | 2001               |  |
| 196                | 219                | 218                | 268                | 303                | 351                | 406                | 392                | 379                | 342                | 297                | 244                | 202                | 199                | 172                |  |

## Nevezetességei
- Szent Hubert kápolna.

## Külső hivatkozások
Farkaševac község hivatalos oldala